# جان والتر
جان والتر (انگلیسی: John Walter; ۱ ژانویهٔ ۱۷۳۸ – ۱۶ نوامبر ۱۸۱۲) روزنامه‌نگار و ناشر اهل بریتانیا و بنیان‌گذار روزنامه تایمز بود. وی آن را در ۱ ژانویه ۱۷۸۵ با نام دیلی یونیورسال رجیستر راه اندازی کرد. او در لندن به دنیا آمد و در مدرسه بازرگانی تیلور پسران در کرازبی تحصیل کرد، این مدرسه بعداً به لندن منتقل شد.

## بیوگرافی
والتر از زمان مرگ پدرش ریچارد والتر (حدود ۱۷۵۵/۶) تا سال ۱۷۸۱ در یک تجارت پررونق به عنوان یک تاجر زغال‌سنگ مشغول به کار بود. اما اندکی پس از سال ۱۷۸۱، وی صرفا به عنوان بیمه‌گر به عضویت لویدز لندن درآمد، او در این کار بیش از حد گمانه‌زنی کرد و منجر به شکست او شد.
در سال ۱۷۸۲، او حق امتیازی را از هنری جانسون برای روش جدید چاپ از روی نشان‌وارهها (یعنی فونت‌های کلمات یا بخش‌هایی از کلمات، به جای حروف) را خرید و سپس بهبودهایی در آن ایجاد کرد. در سال ۱۷۸۴، او یک دفتر چاپ قدیمی در بلکفریرز احداث کرد که هسته اولیه میدان چاپخانه را در آنجا تشکیل داد و دفتر واژه‌نگاشت خود را تأسیس کرد.
در ابتدا والتر فقط کتاب چاپ می‌کرد، اما از ۱ ژانویه ۱۷۸۵ روزنامه کوچکی به نام یونیورسال رجیستر روزانه را تأسیس کرد و با رسیدن آن به نسخه شماره ۹۴۰ در ۱ ژانویه ۱۷۸۸ نام آن را به تایمز تغییر داد.
تجارت چاپ توسعه پیدا کرد و رونق یافت، اما در ابتدای جاپ حرفه‌ای روزنامه تا حدودی با مشکلاتی مواجه بود. در ۱۱ ژوئیه ۱۷۸۹، والتر به اتهام افترا به دوک یورک محکوم شد و به جریمه ۵۰ پوندی (معادل ۸۰۰۰ پوند در سال ۲۰۲۳) و یک سال حبس در نیوگیت متهم شد، وی علاوه بر این با تضمین حسن رفتار به مدت هفت سال؛ همچنین برای افتراهای بیشتر، با ۱۰۰ پوند جریمه نقدی، حبس وی یک سال دیگر تمدید شد. اما در ۹ مارس ۱۷۹۱ به درخواست شاهزاده ولز آزاد شد و مورد عفو قرار گرفت.
در سال ۱۷۹۹، والتر دوباره به دلیل افترای فنی، این بار در مورد لرد کاپر، محکوم شد. او سپس مدیریت تجارت را به پسر بزرگش، ویلیام واگذار کرد، و  در (۱۷۹۵)  بازنشسته شد، و تا زمان مرگش در سن ۷۴ سالگی در گروو، تدینگتون زندگی کرد. او در سنت آلبان به خاک سپرده شد.
در سال ۱۷۵۹ با فرانسیس لاندن (متوفی ۱۷۹۸) ازدواج کرد که از آن صاحب شش فرزند شد. او خیلی زود از وظایفی که در سال ۱۷۹۵ بر عهده داشت دست کشید و در سال ۱۸۰۳ مدیریت انحصاری تجارت را به پسرش جان والتر (ویراستار، متولد ۱۷۷۶) واگذار کرد.